# Colette Guillaumin
Colette Guillaumin (28 de enero de 1934 – 10 de mayo de 2017) fue una feminista y socióloga francesa.

## Biografía
Colette Guillaumin nació en 1934 en Thiers. Sigue sus estudios en París en etnología y psicología. Enseña de forma esporádica en Francia y a Canadá. Entra al CNRS en 1959, al principio como técnica, a partir de 1962 como investigadora. En 1969, sostiene su tesis dirigida por Roger Bastide y titulada Un aspect de l'altérité sociale. L'idéologie raciste (Un aspecto de la alteridad social. La ideología racista).
Es doctora en sociología en el CNRS a partir de 1969.
Entre 1969 y 1972, participa en el Laboratorio de Sociología de la Dominación con Nicole-Claude Mathieu, Colette Capitan y Jacques Jenny.
Hace primeramente investigaciones sobre el racismo: siguiendo a Frantz Fanon, subraya la inferiorización de los no-blancos, y la jerarquización de las personas que siguen sus características fenotípicas.
Ella es una de las primeras en el estudio del racismo en argumentar que la noción de "raza" no tiene ningún valor científico, no se refiere a ninguna realidad natural y que es un modo de clasificación arbitrario. Ha trabajado sobre todo a desmontar los discursos naturalizantes y esencialistas que legitiman las discriminaciones.
En 1972, publica La Ideología racista en el cual ella cuestiona la noción de raza y los mecanismos del racismo. Analiza el racismo como un hecho social. Hace el paralelo entre la producción de categorías de razas y de sexos. Da el nombre de «sexage» (sexado) a la apropiación de una clase de sexo por otra.
A fines de la década de 1960, se interesó por el feminismo. Se unió al equipo editorial de la revista Questions Feministes fundada en 1977 por Simone de Beauvoir, que es el órgano de publicación y fuente del feminismo materialista. Ella trabaja junto a Christine Delphy, Monique Wittig, Nicole-Claude Mathieu, Monique Plaza y Emmanuelle de Lesseps. En 1978, publicó un importante artículo, Practice of Power and Idea of Nature, que teoriza sobre la apropiación de las mujeres a través de la ideología naturalista y propone un análisis en términos de construcción social del género. Sus análisis se superponen con los de las feministas radicales y preparan el escenario para la crítica de género.
Ha tenido un seminario en la Universidad de Montreal durante los años 1980.
En 1992, una colección de Sexo, Raza y Práctica del Poder, repite los artículos publicados en las revistas Sociologie et sociétés (Universidad de Montreal) o Le Genre humain que cofundó en 1981. Escribe igualmente en la revista Sexo y raza (Universidad de París VII). El término «sexage» que crea para designar la reducción de una persona a su sexo es retomado por Michèle Causse. Se rindió homenaje a Colette Guillaumin en mayo de 2005, durante los estudios de EFiGiES en IRESCO ( "Sexo en el cruce de otras relaciones de poder").
Muere el 10 de mayo de 2017.

## Obras
- L'Idéologie raciste, genèse et langage actuel, París/La Haya, Mouton, 1972. Nueva edición : Gallimard, Coll. Folio ensayos (no 410), 2002, p. 384 (ISBN 2070422305).
- Sexe, Race et Pratique du pouvoir. L’idée de Nature, París, Côté-femmes, 1992, 239 p. Reedición: Ediciones iXe, 2016, p. 240 , (ISBN 9791090062313)
- Racism, Sexism, Power and Ideology, Londres, Routledge, 1995, p. 300. (ISBN 0415093856).